# Antonio Rozzi
Antonio Rozzi, más conocido como Rozzi (Roma, 28 de mayo de 1994), es un futbolista italiano que juega de delantero y su actual club es el Unió Esportiva Sant Julià.

## Trayectoria

### S. S. Lazio
Rozzi fue ascendido al primer equipo de la Lazio durante la temporada 2011-12, haciendo su debut en la Serie A en la primera victoria de la Lazio sobre el A.C. Milán en 14 años. Entró como suplente en el tiempo de descuento del capitán Tommaso Rocchi.

### Préstamos
El 2 de septiembre de 2013 se hizo oficial su cesión al primer equipo filial del Real Madrid Club de Fútbol, el Real Madrid Castilla Club de Fútbol donde milita durante una temporada.
El 31 de julio de 2014 se incorporó al S.S.C. Bari. El 23 de enero de 2015 se incorporó al Virtus Entella.
El 3 de agosto de 2015 se incorporó al Virtus Lanciano. El 23 de enero de 2016 fue fichado por Siena.
El 31 de agosto de 2016, fue fichado por la Lupa Roma F. C. en otra cesión.

### Agente libre
El 15 de diciembre de 2018, Rozzi firmó por el Qormi F. C. como agente libre.
El 15 de diciembre de 2020 fue fichado por el Trastevere Calcio tras casi 2 años sin equipo.
El 12 de agosto de 2021 se incorporó al Unió Esportiva Sant Julià como agente libre.

## Estadísticas

### Clubes
| Club                         | País   | Año             |
| ---------------------------- | ------ | --------------- |
| SS Lazio                     | Italia | 2011 - Presente |
| → Real Madrid Castilla C. F. | España | 2013 - 14       |